# Казони, Томазо
Тома́зо Казо́ни (итал. Tomaso Casoni) (27 августа 1880 — 6 сентября 1933) — итальянский врач, разработавший тест для диагностики эхинококкоза.
Родился в городе Имола в окрестностях Болоньи. Обучался в колледже Личео Торричелли города Фаэнца и Болонском университете, получив в 1906 году степень доктора медицины. В 1910 году Казони переехал на Сардинию для изучения эхинококкоза. Результатом его работы стало опубликование в 1912 году диагностического теста, получившего имя учёного («реакция Касони»).
Метод заключается во внутрикожном введении стерильной эхинококковой жидкости и последующем наблюдении за реакцией. При положительной реакции на месте введения жидкости появляется покраснение, а далее сплошная интенсивная краснота (кожная анафилаксия).
В 1912 году Казони уехал в Триполи (Ливия), в новую больницу — Колониальный госпиталь им. Виктора Эммануила III, где в течение 20 лет работал главным врачом. В 1921 году ему предлагали должность главного врача в Чезене (Италия), но он от неё отказался.
В 1931 году опубликована работа Казони на тему медикаментозного лечения амёбного абсцесса печени.
В 1932 году вследствие ухудшения здоровья оставил свою больницу в Триполи и вернулся на родину. Умер в Имоле в 1933 году от заболевания почек в возрасте 53 лет.